# Liste der Biografien/Rem
Liste der Biografien |
Portal Biografien |
Personensuche
# |
A |
B |
C |
D |
E |
F |
G |
H |
I |
J |
K |
L |
M |
N |
O |
P |
Q |
R |
S |
T |
U |
V |
W |
X |
Y |
Z |
?
 
Ra |
Rb |
Rd |
Re |
Rh |
Ri |
Rj |
Rk |
Rl |
Rm |
Rn |
Ro |
Rr |
Rs |
Rt |
Ru |
Rv |
Rw |
Rx |
Ry |
Rz
 
Rea |
Reb |
Rec |
Red |
Ree |
Ref |
Reg |
Reh |
Rei |
Rej |
Rek |
Rel |
Rem |
Ren |
Reo |
Rep |
Req |
Rer |
Res |
Ret |
Reu |
Rev |
Rew |
Rex |
Rey |
Rez
Die Liste der Biografien führt alle Personen auf, die in der deutschsprachigen Wikipedia einen Artikel haben. Dieses ist eine Teilliste mit 377 Einträgen von Personen, deren Namen mit den Buchstaben „Rem“ beginnt.

## Rem
- Rem Digga (* 1987), russischer Rapmusiker und Beatmaker
- Rem, Jakob (1546–1618), katholischer Geistlicher
- Rem, Lucas (1481–1541), Augsburger Kaufmann und Autor eines Tagebuchs
- Rem, Wilhelm (1462–1529), Augsburger Kaufmann und Autor eines Tagebuchs

### Rema
- Rema (* 2000), nigerianischer Sänger und RapperRema (* 2000)

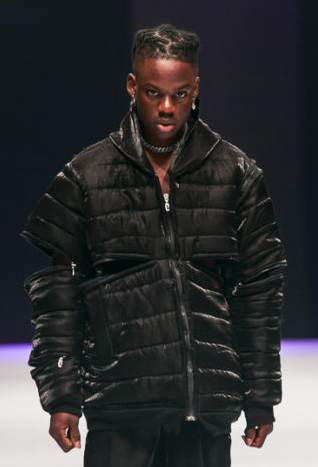
Rema (* 2000)

- Rema, Else (1868–1954), deutsche Schriftstellerin
- Remacle, Gauthier (* 1977), belgischer Fußballspieler
- Remacle, Louis (1910–1997), belgischer Linguist, Romanist und Schriftsteller
- Remacle, Marcel (1926–1999), belgischer Comiczeichner
- Remaclus, Bischof, Abt, Heiliger
- Remady (* 1977), Schweizer DJ und Musikproduzent
- Remak, Ernst Julius (1849–1911), deutscher Neurologe und Hochschullehrer
- Remak, Fanny (1883–1970), deutsche Malerin
- Remak, Georg (1890–1979), deutscher Jurist
- Remak, Henry H. H. (1916–2009), US-amerikanischer Literaturwissenschaftler
- Remak, Joachim (1920–2001), US-amerikanischer Historiker
- Remak, Patricia (* 1965), niederländische Politikerin
- Remak, Robert (1815–1865), deutscher Zoologe, Neurologe und Physiologe
- Remak, Robert (1888–1942), deutscher Mathematiker
- Remák, Zoltán (* 1977), slowakischer Radrennfahrer
- Remane, Adolf (1898–1976), deutscher Zoologe
- Remané, Hermann (1864–1932), deutscher Elektrotechniker
- Remane, Horst (1941–2018), deutscher Chemiehistoriker und Chemiker
- Remane, Jürgen (1934–2004), deutscher Geologe und Paläontologe
- Remané, Lieselotte (1914–2002), deutsche Journalistin und Übersetzerin
- Remané, Martin (1901–1995), deutscher Lyriker, Nachdichter und Übersetzer in der DDR
- Remane, Reinhard (1929–2009), deutscher Entomologe
- Remani, Ernesto (1906–1966), italienisch-deutscher Filmregisseur
- Remann, Frederick (1847–1895), US-amerikanischer Politiker
- Remar, James (* 1953), US-amerikanischer SchauspielerJames Remar (* 1953)

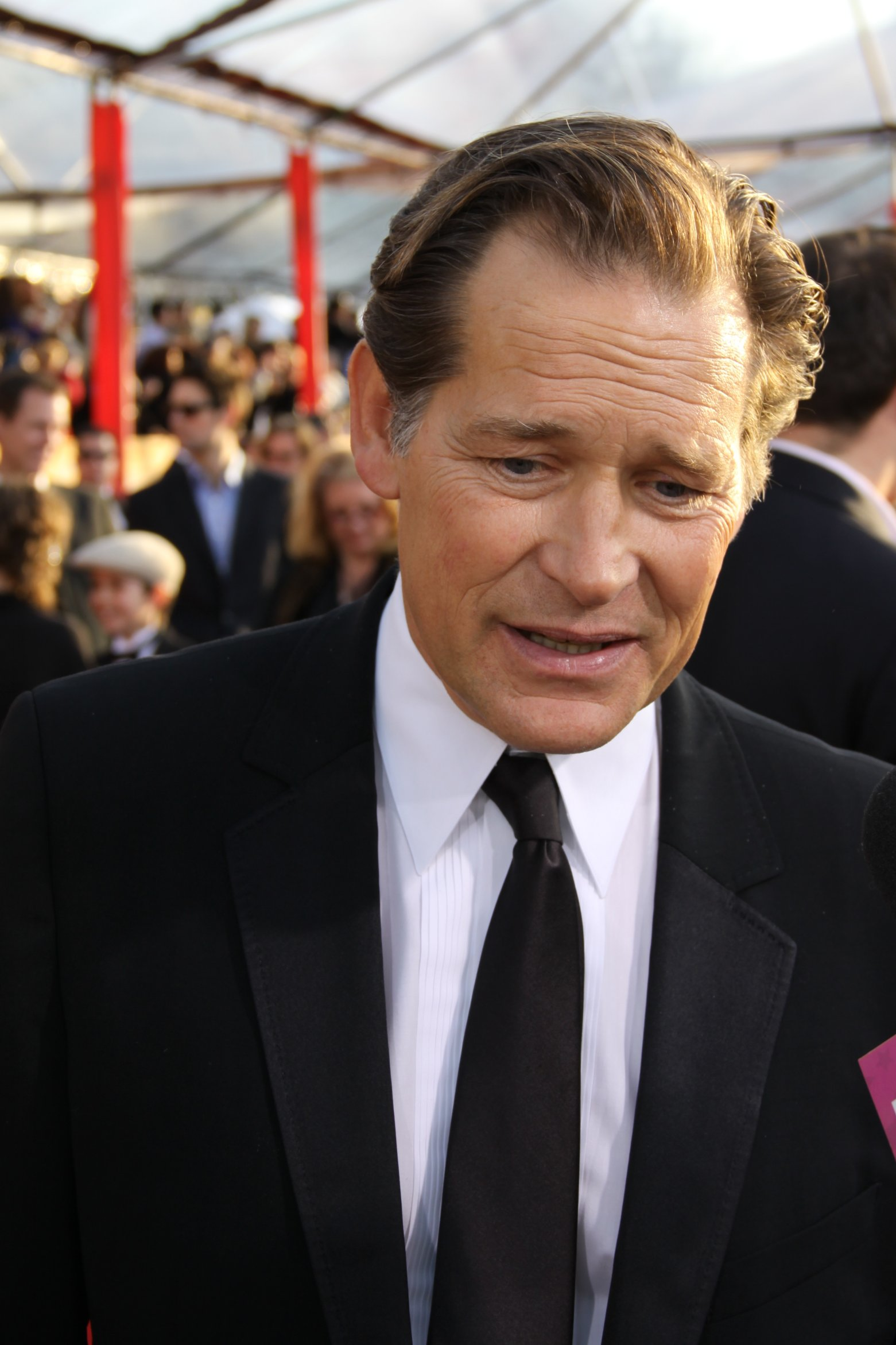
James Remar (* 1953)

- Remark, Horst (* 1936), deutscher Fußballspieler
- Remark, Peter (1881–1969), deutscher Lehrer und Kommunalpolitiker
- Remark, Thomas (* 1959), deutscher Fußballspieler und -trainer
- Remarque, Erich Maria (1898–1970), deutscher SchriftstellerErich Maria Remarque (1898–1970)

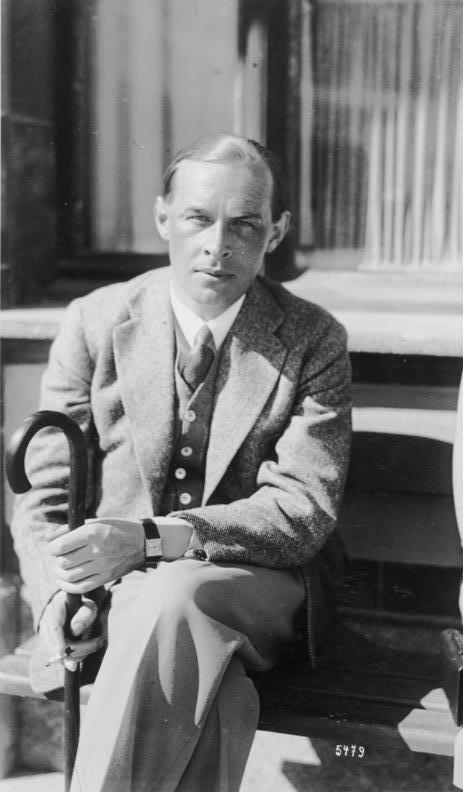
Erich Maria Remarque (1898–1970)

- Remati, Ruby (* 2002), US-amerikanische Synchronschwimmerin
- Remaud, Olivier, französischer Kulturphilosoph

### Remb
- Rembanga, Jean-Claude (* 1955), zentralafrikanischer Geistlicher, emeritierter Bischof von Bambari
- Rembe, Constantin (1868–1958), deutscher Generalmajor und Politiker (NSDAP), MdR, MdL
- Rembe, Friedrich Ludwig (1784–1867), deutscher Amtmann, Kreisrat und Abgeordneter
- Rembeck, Erich (* 1958), deutscher Facharzt für Orthopädie und Sportmedizin
- Remberg, Erika (1932–2017), österreichische Schauspielerin
- Remberg, Josef Friedrich (1918–1991), deutscher Offizier
- Remberg, Nicolai (* 2000), deutscher Fußballspieler
- Rembert von Hildesheim, Bischof von Hildesheim
- Rembert, Karl (1868–1966), deutscher Gymnasiallehrer, Heimatkundler und Museumsleiter
- Rembold, Dompropst von Münster
- Rembold I., Adliger und Klostergründer
- Rembold, Alfred (1844–1922), deutscher Jurist und Politiker (Zentrum), MdR
- Rembold, Franz Joseph Ignaz (1700–1774), Bürgermeister bzw. Stadtpfleger von Augsburg
- Rembold, Gerhard (* 1944), deutscher Politiker (CDU), Oberbürgermeister von Schwäbisch Gmünd und Hochschullehrer
- Rembold, Johann Caspar († 1668), Bürgermeister, Stadtpfleger und Probst
- Rembold, Johann Jakob (1553–1624), Bürgermeister und Stadtpfleger von Augsburg, sowie kaiserlicher Rat
- Rembold, Michel (* 1965), Schweizer Pianist
- Rembold, Ulrich (1929–2002), deutscher Ingenieur- und Informationswissenschaftler
- Rembold, Viktor (1846–1916), deutscher Politiker
- Rembold, Viktor (1884–1970), deutscher Schiffbauingenieur und Hochschullehrer
- Rembolt, Berthold († 1518), Buchdrucker in Paris
- Rembrandt van Rijn (1606–1669), niederländischer MalerRembrandt van Rijn (1606–1669)

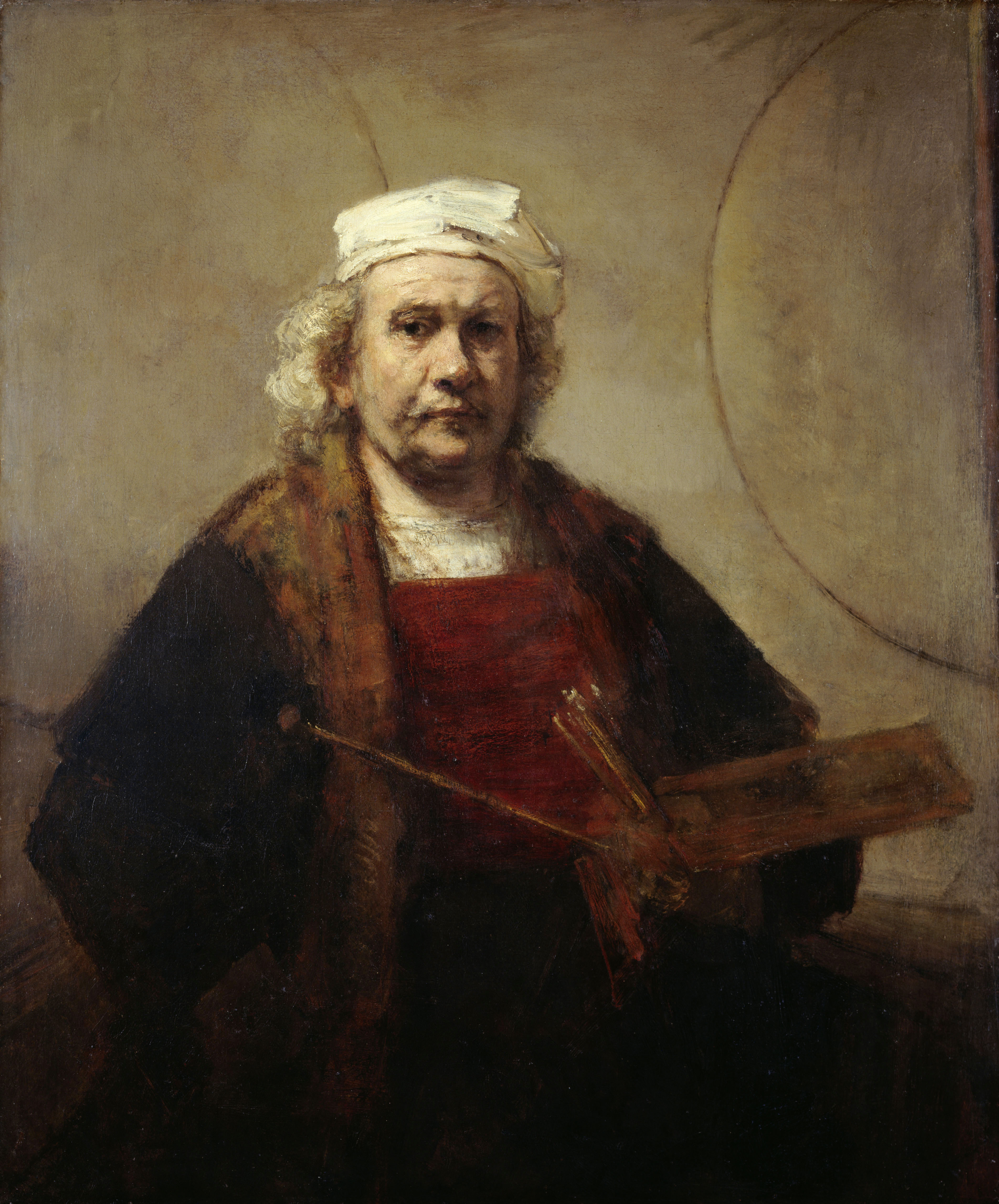
Rembrandt van Rijn (1606–1669)

- Rembs, Eduard (1890–1964), deutscher Mathematiker
- Rembt, Johann Ernst († 1810), deutscher Organist und Komponist
- Rembte, Adolf (1902–1937), deutscher Kommunist und Opfer der NS-Justiz

### Remc
- Remchen, Christian (* 1976), deutscher Maler und Grafiker und Architekt
- Remchingen, Ernst Ludwig von (1622–1689), deutscher Adliger, Burgvogt zu Tübingen
- Remchingen, Franz Christoph Sebastian von (1689–1777), Großprior des deutschen Malteserordens (1775–1777)
- Remchingen, Franz Joseph von (1684–1752), kaiserlicher General, württembergischer General
- Remchingen, Wilhelm von († 1630), deutscher Jurist und Universitätsbeamter

### Remd
- Remde, Friedrich (1801–1878), deutscher Bildnis-, Genre- und Landschaftsmaler
- Remde, Friedrich (1928–1999), deutscher Flottillenadmiral der Bundesmarine
- Remde, Waldemar (1920–1985), deutscher Hämatologe und Hochschullehrer
- Remdisch, Sabine (* 1969), deutsche Psychologin und Hochschullehrerin, Professorin für Wirtschaftspsychologie

### Reme
- Remé, Carl Heinrich (1831–1874), deutscher Architekt
- Remé, Mignon (* 1966), deutsche Schauspielerin
- Remé, Richard (1875–1944), deutscher Pastor und Gründer des Amalie Sieveking-Hauses
- Remé, Wilhelm (1837–1916), Hamburger Brauereidirektor und Mitglied der Hamburger Bürgerschaft
- Remec, Gustav (1900–1972), jugoslawischer Fußballspieler und Sänger
- Remecz, József (1907–1989), ungarischer Diskuswerfer
- Remedi Zunini, José Luis (* 1950), uruguayischer Diplomat
- Remédios, Manuel dos († 1881), Herrscher von Laleia
- Remédios, Paulo (* 1959), portugiesisch-osttimoresischer Jurist und Politiker
- Remedius, Bischof von Chur und Graf von chur
- Remedius von Köln, Kölner Bischof (um 627)
- Remee (* 1974), dänischer Musiker, Songschreiber und Musikproduzent
- Remeika, Darius (* 1972), litauischer Politiker, Vizeminister der Landwirtschaft
- Remeika, Rimantas (* 1962), litauischer Politiker
- Remeikienė, Danutė (* 1960), litauische Politikerin
- Remeis, Karl (1837–1882), deutscher Jurist und Astronom
- Remek, Vladimír (* 1948), tschechoslowakischer Raumfahrer und tschechischer Politiker, MdEP und BotschafterVladimír Remek (* 1948)

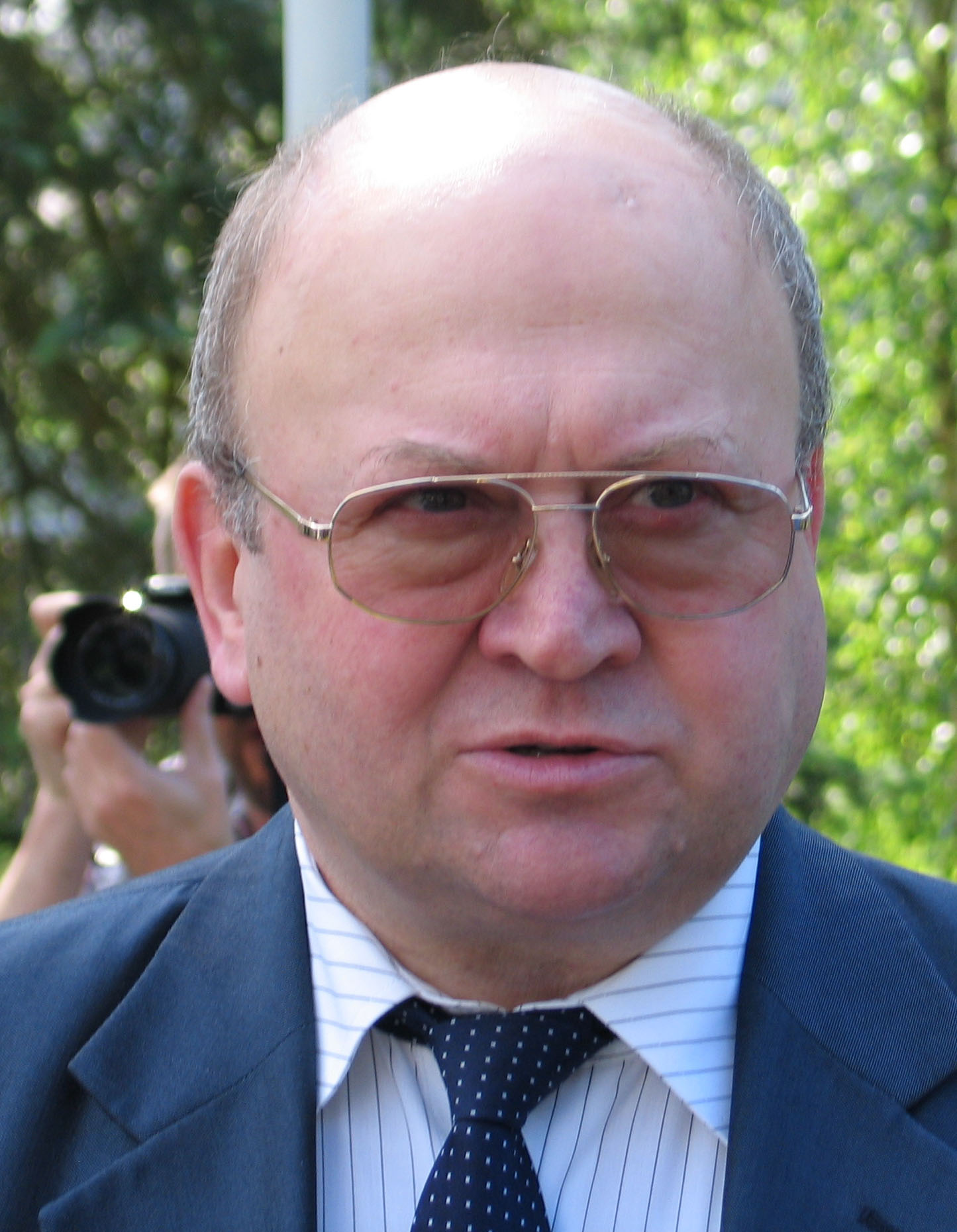
Vladimír Remek (* 1948)

- Remekun, Cory (* 1991), US-amerikanischer Basketballspieler
- Remelé, Adolf (1839–1915), deutscher Mineraloge und Geologe
- Remelé, Ernst (1842–1914), deutscher Reichsgerichtsrat
- Remele, Johann Adam († 1740), italienischer Maler
- Remele, Kurt (* 1956), österreichischer katholischer Theologe, christlicher Sozialethiker
- Remelé, Philipp (1844–1883), deutscher Fotograf
- Remelé, Sebastian (* 1969), deutscher Jurist und Kommunalpolitiker (CSU), Oberbürgermeister der Stadt Schweinfurt (seit 2010)Sebastian Remelé (* 1969)

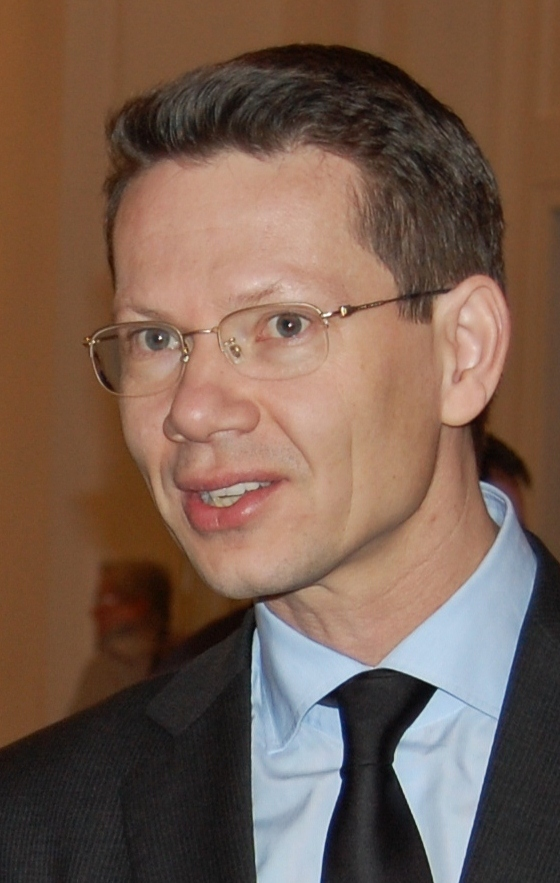
Sebastian Remelé (* 1969)

- Remeliik, Haruo (1933–1985), palauischer Politiker mit japanischen Wurzeln
- Remelinckhausen, Johannes († 1520), deutscher katholischer Priester, Dechant des Eifeldekanates und Verfasser der Statua synodalia
- Remenda, Drew (* 1962), kanadischer Eishockeytrainer und Sportreporter
- Remengesau, Debbie, palauische First Lady
- Remengesau, Thomas Jr. (* 1956), palauischer Politiker, Präsident von Palau (2001–2009 und 2013–2021)
- Remengesau, Thomas Sr. (1929–2019), palauischer Politiker
- Remenkow, Stefan (1923–1988), bulgarischer Komponist
- Remeňová, Mária (* 2000), slowakische Biathletin
- Remeňová, Zuzana (* 2000), slowakische Biathletin
- Remensnyder, Amy G. (* 1960), US-amerikanische Historikerin
- Reményi, Attila (* 1959), ungarischer Komponist
- Reményi, Eduard (1828–1898), ungarischer Violinist
- Reményi, Imre Márton (* 1950), österreichischer Sänger und Psychotherapeut
- Reményi, József (1887–1977), ungarischer Bildhauer und Medailleur
- Reményi, Matthias (* 1971), deutscher römisch-katholischer Fundamentaltheologe
- Reményi-Schneller, Lajos (1892–1946), ungarischer Politiker, Finanzfachmann und Finanzminister
- Reményik, Sándor (1890–1941), ungarischer Dichter
- Remer, Georg (* 1879), deutscher römisch-katholischer Geistlicher und Politiker (Zentrum)
- Remer, Julius August (1738–1803), deutscher Historiker und Hochschullehrer
- Remer, Otto Ernst (1912–1997), deutscher Offizier, zuletzt Generalmajor im Zweiten WeltkriegOtto Ernst Remer (1912–1997)

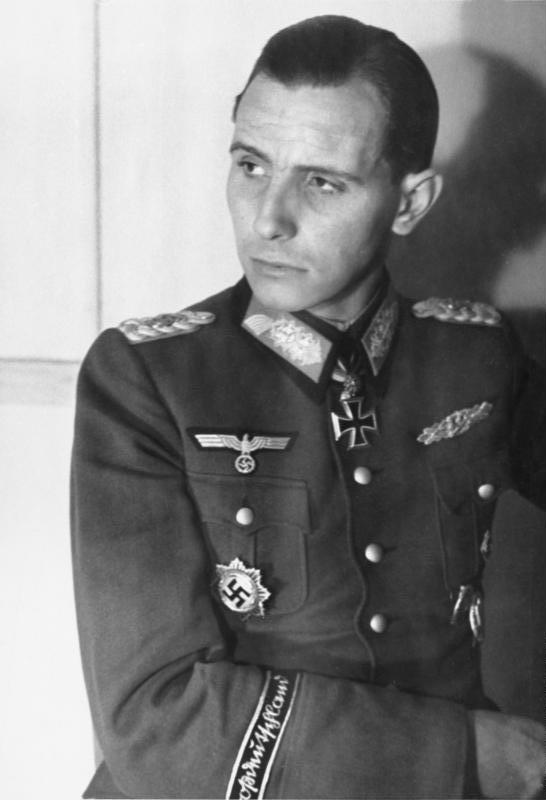
Otto Ernst Remer (1912–1997)

- Remer, Richard (1883–1973), US-amerikanischer Geher
- Remer, Tim (* 1985), niederländischer Handballspieler
- Remer, Wilhelm Hermann Georg (1775–1850), deutscher Mediziner
- Remer, Willi (1908–1947), deutscher Moderner Fünfkämpfer
- Remer, Wolfgang (1945–2021), deutscher Schulleiter und Sportfunktionär
- Remersaro, Inés (* 1992), uruguayische Schwimmerin
- Remertz, Siegfried (1891–1945), deutscher Kommunalpolitiker und stellv. Bürgermeister von Greifswald
- Remes, Ilkka (* 1962), finnischer Schriftsteller
- Remes, Jewgeni Jakowlewitsch (1896–1975), sowjetischer Mathematiker
- Remes, Olavi (1909–1942), finnischer Offizier und Skilangläufer
- Remeslo, Wassyl (1907–1983), ukrainisch-sowjetischer Agrarwissenschaftler auf dem Gebiet der Pflanzenzüchtung, insbesondere von Weizen-Saatgut
- Remesow, Fjodor Nikititsch (1896–1990), sowjetischer Generalleutnant
- Remesow, Semjon Uljanowitsch (* 1642), russischer Geograph und Kartograph
- Remess, Nils (* 1990), lettischer Eishockeyspieler
- Remésy, Jean-François (* 1964), französischer Golfsportler
- Remetter, François (1928–2022), französischer Fußballtorhüter
- Remey, Ethel (1895–1979), US-amerikanische Bühnen- und Fernsehdarstellerin
- Remez, Aharon (1919–1994), israelischer Diplomat und Generalmajor der israelischen Luftwaffe
- Remez, David (1886–1951), israelischer Politiker
- Remez, Gideon (* 1946), israelischer Journalist
- Remez, Jill (* 1962), US-amerikanische Schauspielerin, Synchronsprecherin und Puppenspielerin

### Remf
- Remfort, Reinhard (* 1982), deutscher Physiker, Wissenschaftskommunikator, Science-Slammer, Podcaster und Autor
- Remfry, Keith (1947–2015), britischer Judoka

### Remi
- Rémi, Károly (1890–1914), ungarischer Wasserballspieler
- Remick, Dylan (* 1991), US-amerikanischer Fußballspieler
- Remick, Lee (1935–1991), US-amerikanische SchauspielerinLee Remick (1935–1991)

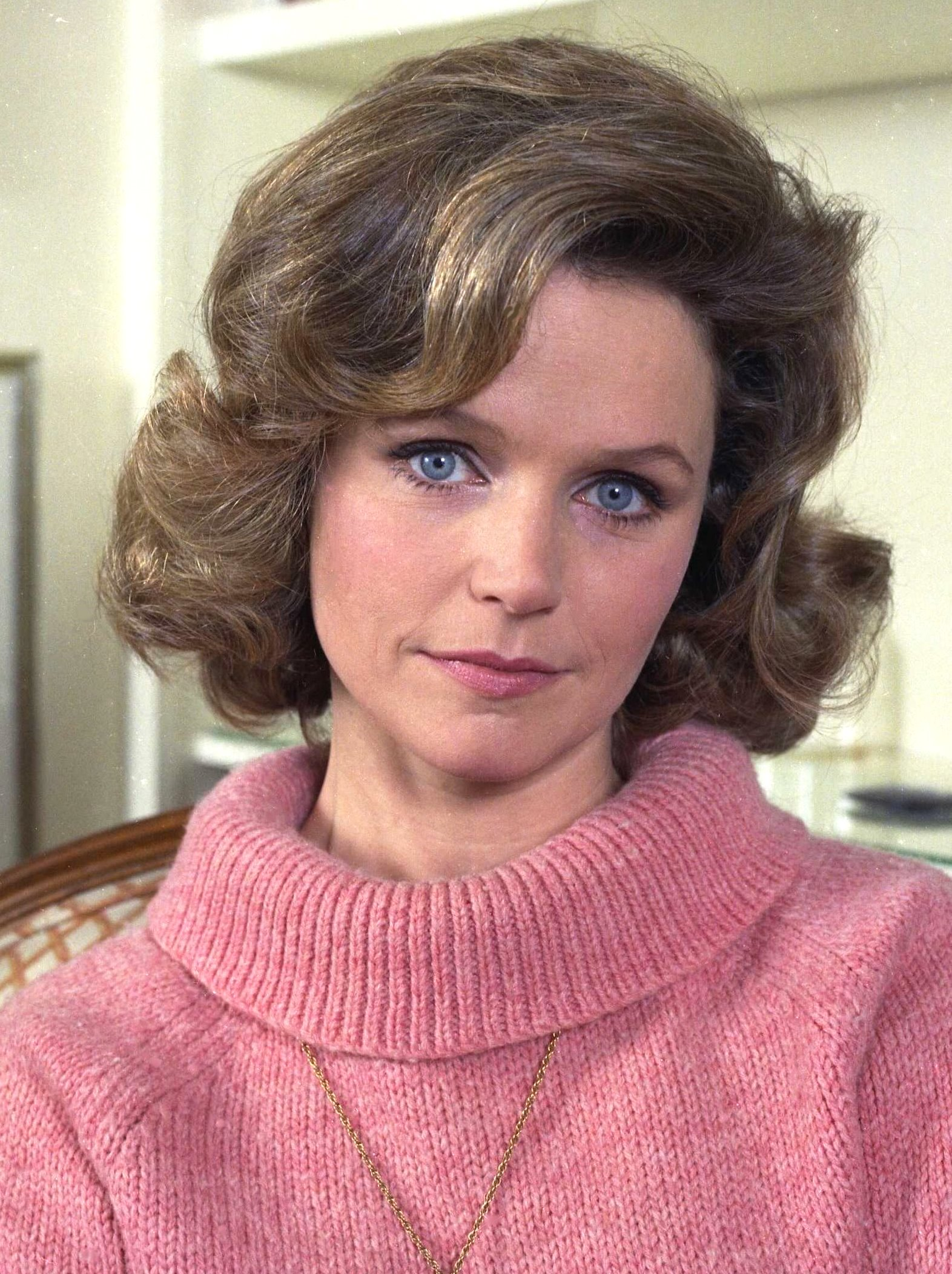
Lee Remick (1935–1991)

- Remien, Oliver (1957–2023), deutscher Jurist und Hochschullehrer
- Remiger, Johannes Nepomuk (1879–1959), letzter deutscher Weihbischof in Prag
- Remigi, Francesca (* 1996), italienische Jazzmusikerin (Schlagzeug, Komposition)
- Remigino, Lindy (1931–2018), US-amerikanischer Leichtathlet
- Remigio, Porfirio (* 1939), mexikanischer Radrennfahrer
- Remigius von Auxerre, Benediktinermönch und Lehrer
- Remigius von Reims († 533), gallisch-fränkischer Bischof
- Remigius von Rouen († 771), unehelicher Sohn Karl Martells
- Remigius von Straßburg, Bischof von Straßburg
- Remigius, Peter (* 1939), indischer Geistlicher, emeritierter römisch-katholischer Bischof von Kottar
- Remili, Nedim (* 1995), französischer Handballspieler
- Rémillieux, Pierre Étienne (1811–1856), französischer Maler
- Remin, Nicolas (* 1948), deutscher Schriftsteller
- Remington, Charles (1922–2007), US-amerikanischer Entomologe
- Remington, Deborah (1930–2010), US-amerikanische Malerin
- Remington, Frederic (1861–1909), US-amerikanischer Maler, Illustrator und Bildhauer
- Remington, Jack S. (1931–2021), US-amerikanischer Mediziner
- Remington, Jeffrey A., US-amerikanischer Offizier, Generalleutnant der US Air Force
- Remington, Lisa (* 1979), Filmproduzentin
- Remington, William (1879–1963), US-amerikanischer Leichtathlet
- Remini, Leah (* 1970), US-amerikanische SchauspielerinLeah Remini (* 1970)

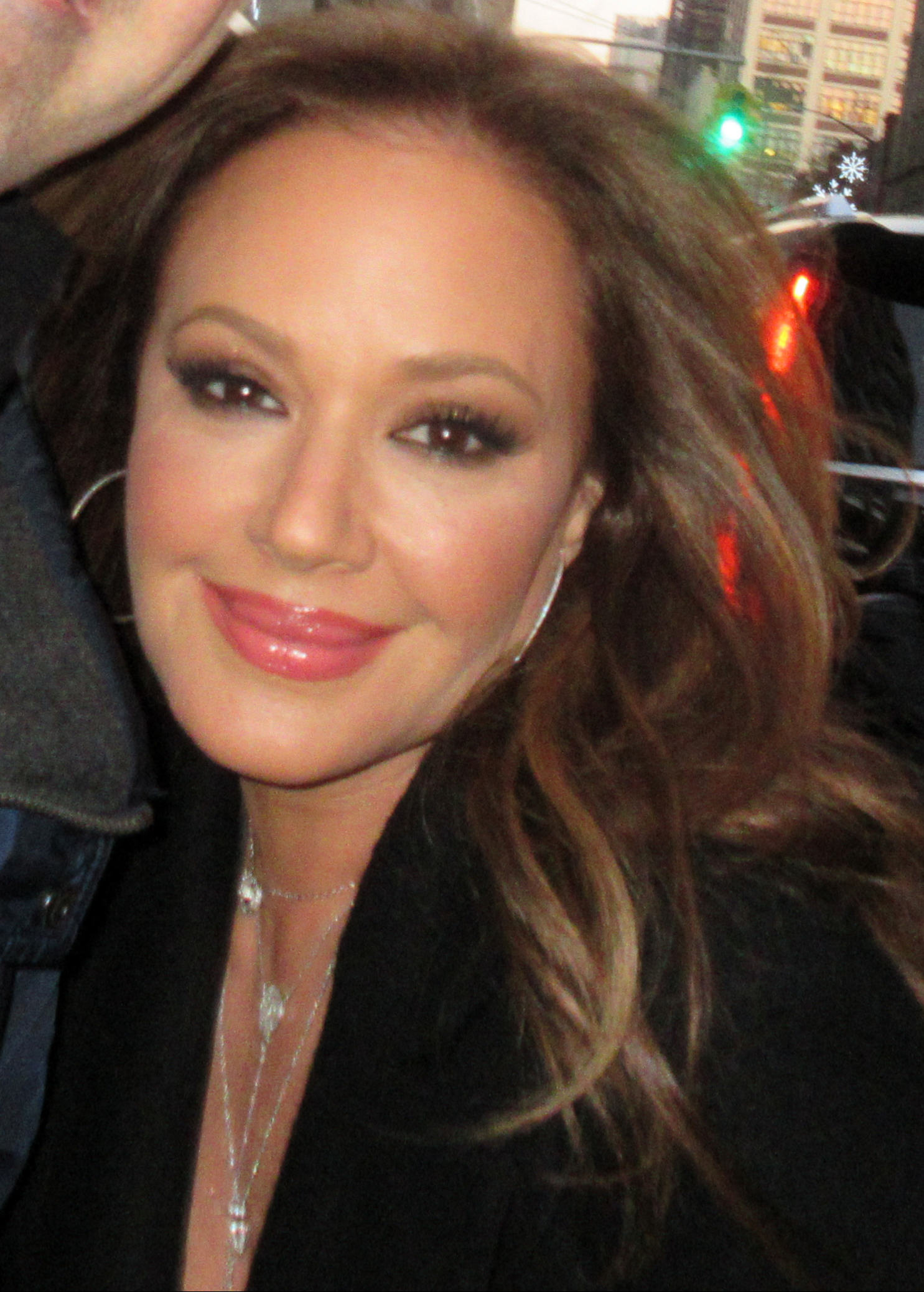
Leah Remini (* 1970)

- Remirez, Alicia (* 1965), spanische Filmproduzentin
- Remiro, Álex (* 1995), spanischer Fußballspieler
- Remismund († 469), suebischer König in Galicien
- Remišová, Veronika (* 1976), slowakische Politikerin
- Remisow, Alexei Michailowitsch (1877–1957), russischer Schriftsteller
- Remistus († 456), weströmischer Patricius
- Remiszewska, Teresa (1928–2002), polnische Seglerin

### Remk
- Remkes, Johan (* 1951), niederländischer Politiker (VVD)
- Remkes, Klaus (* 1955), deutscher Politiker (BIW)
- Remky, Hans (1921–2010), deutscher Augenarzt

### Reml
- Remlein, Alfons (* 1925), deutscher Fußballspieler und -trainer
- Remler, Emily (1957–1990), US-amerikanische JazzgitarristinEmily Remler (1957–1990)

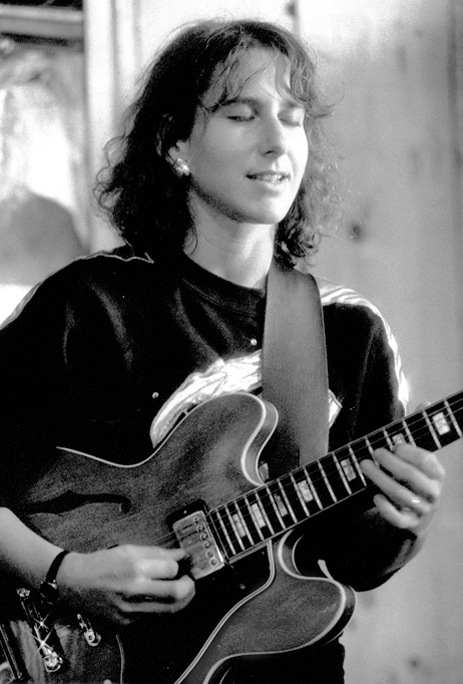
Emily Remler (1957–1990)

- Remler, Verena (* 1972), österreichische Politikerin (ÖVP)
- Remler, Wilhelm (1824–1896), deutscher Orgelbauer in Berlin
- Remling, Franz Xaver (1803–1873), deutscher katholischer Priester, Domkapitular und Historiker
- Remling, Karl (1921–1985), deutscher Kommunalpolitiker
- Remlinger, Franz-Joseph (1733–1788), deutscher Baumeister und Schultheiß in Grombach
- Remlinger, Heinrich (1882–1946), deutscher Generalmajor im Zweiten Weltkrieg
- Remlinger, Heinrich (1913–1951), deutscher Oberst im Zweiten Weltkrieg
- Remlinger, Stefanie (* 1970), deutsche Politikerin (Bündnis 90/Die Grünen), MdA

### Remm
- Remme, August Wilhelm (1892–1971), deutscher Lehrer und Bildhauer
- Remme, Roni (* 1996), kanadische Skirennläuferin
- Remme, Stian (* 1982), norwegischer Radrennfahrer
- Remme, Tilman (* 1961), deutscher Historiker, Journalist und Dokumentarfilmer
- Remmel, Franz (1931–2019), rumänischer Journalist, Ethnologe, Schriftsteller
- Remmel, Johannes (* 1962), deutscher Politiker (Bündnis 90/Die Grünen), MdL
- Remmel, Pia-Sophie (* 2000), deutsche SängerinPia-Sophie Remmel (* 2000)

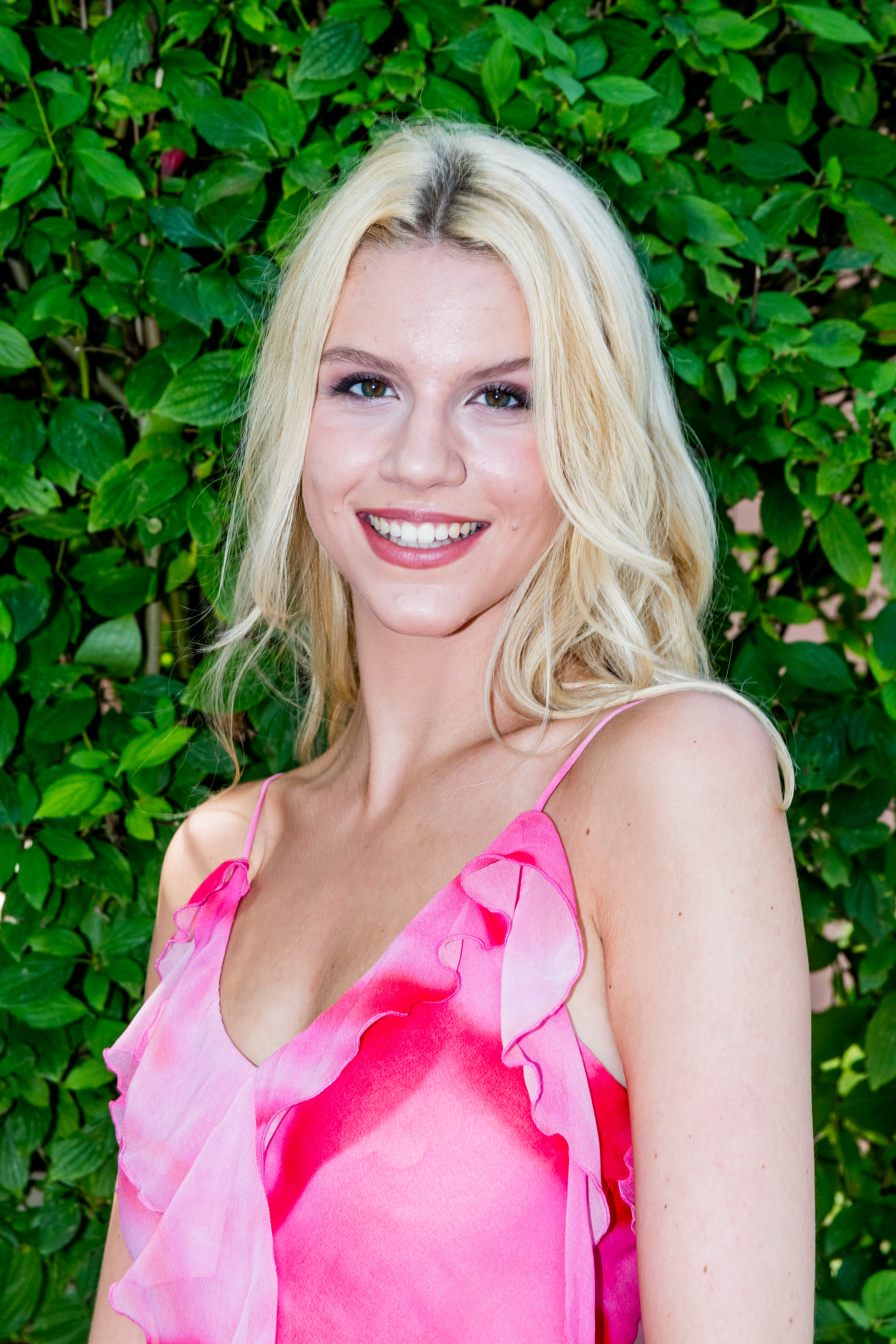
Pia-Sophie Remmel (* 2000)

- Remmelding, Anton († 1584), deutscher evangelischer Theologe
- Remmele, Adam (1877–1951), deutscher Politiker (SPD), MdR, Konsumgenossenschafter
- Remmele, Alfred (1930–2020), deutscher Unternehmer
- Remmele, Hermann (1880–1939), deutscher Politiker (SPD, USPD, KPD), MdR, Opfer des Stalinismus
- Remmele, Josef (1903–1948), deutsches SS-Mitglied, Leiter des KZ Eintrachthütte und hingerichteter Kriegsverbrecher
- Remmele, Wolfgang (1930–2021), deutscher Pathologe
- Remmelg, Alari (* 1984), estnischer Biathlet
- Remmelg, Liisa (* 1997), estnische Volleyball- und Beachvolleyballspielerin
- Remmelg, Martin (* 1989), estnischer Biathlet
- Remmelgas, Lembit (1921–1992), estnischer Kritiker und Übersetzer
- Remmelin, Johann (1583–1632), deutscher Arzt und Mathematiker
- Remmelink, Thedo (* 1963), niederländischer Snowboarder
- Remmelzwaal, Lidi (* 1950), niederländische Diplomatin
- Remmer von Seediek († 1557), Leiter der Verwaltung der Herrschaft Jever
- Remmer, Christoffer (* 1993), dänischer Fußballspieler
- Remmer, Friedrich (1850–1914), deutscher Architekt
- Remmer, Herbert (1919–2003), deutscher Arzt, Pharmakologe und Toxikologe
- Remmer, Walter (1887–1973), deutscher Theater-Schauspieler
- Remmer, Wilhelm (1886–1968), deutscher Politiker (SPD), Landrat des Landkreises Springe, Kreistagsabgeordneter und Bürgermeister von Bad Münder
- Remmers, Anton Friedrich (1816–1881), deutscher Buchbinder, Evangelist und langjähriger Vorsteher und Ältester der Baptistengemeinde Jever
- Remmers, Arend (* 1938), deutscher Prediger, Autor und Dialektforscher
- Remmers, Ernst (1868–1937), Beamtenfunktionär und Politiker (DDP)
- Remmers, Hans Hermann (1906–1963), deutscher SS-Obersturmbannführer
- Remmers, Hartmut (* 1952), deutscher Pflegewissenschaftler
- Remmers, Heinrich († 1640), Ratsherr der Hansestadt Lübeck
- Remmers, Ingrid (1965–2021), deutsche Politikerin (Die Linke), MdB
- Remmers, Johann (1805–1847), deutscher Geiger
- Remmers, Johannes (1842–1918), deutscher lutherischer Theologe, Konsistorialrat und Generalsuperintendent der Generaldiözese Bremen-Verden
- Remmers, Mike (* 1989), US-amerikanischer American-Football-Spieler
- Remmers, Thomas (* 1960), deutscher Rechtsanwalt und Notar
- Remmers, Walter (1933–2018), deutscher Politiker (CDU), MdL und mehrfach Landesminister
- Remmers, Werner (1930–2011), deutscher Volkswirt und Politiker (CDU), MdLWerner Remmers (1930–2011)

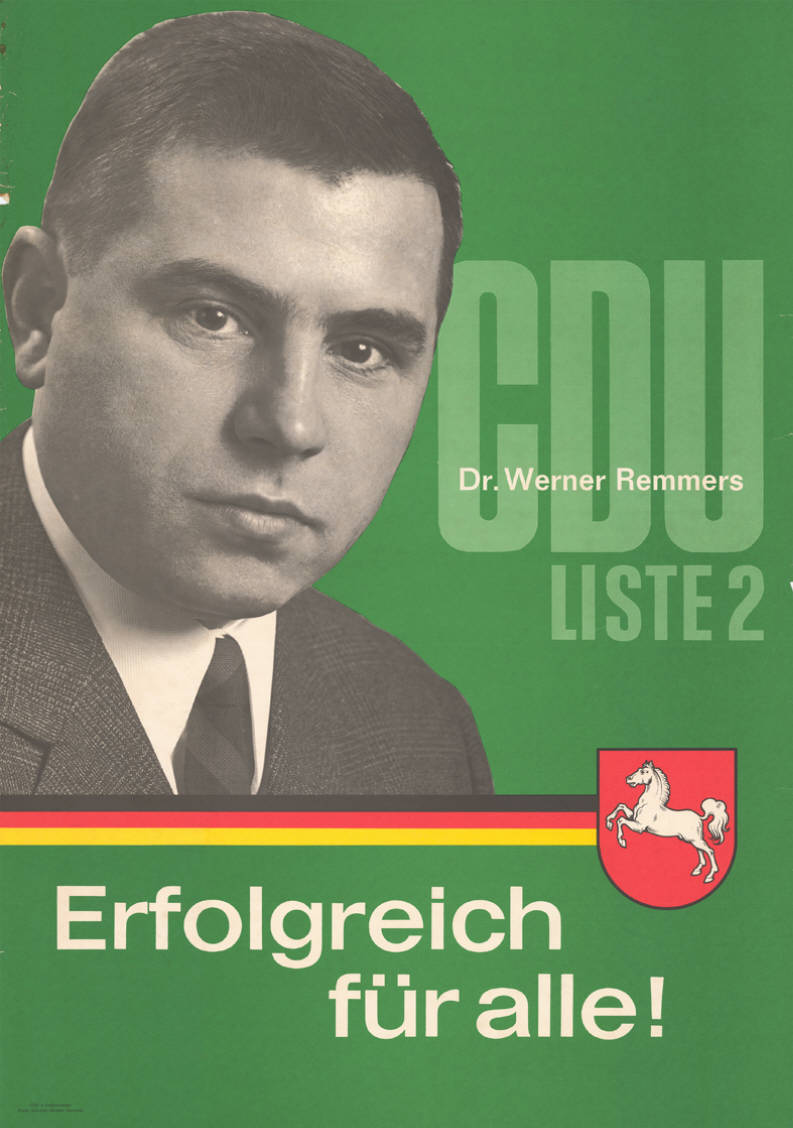
Werner Remmers (1930–2011)

- Remmert, Andreas (* 1963), deutscher Jurist, Richter am Bundesgerichtshof
- Remmert, Barbara (* 1964), deutsche Hochschullehrerin und Rechtswissenschaftlerin
- Remmert, Birgit (* 1966), deutsche Opern-, Oratoriums- und Konzertsängerin (Mezzo/Alt)
- Remmert, Harro (* 1943), deutscher Jockey und Galopptrainer
- Remmert, Heinrich (1905–1994), deutscher KZ-Kommandant, wegen Häftlingsmisshandlung 1934 verurteilt
- Remmert, Hermann (1931–1994), deutscher Ökologe
- Remmert, Hubert (* 1966), deutscher Sportwissenschaftler
- Remmert, Martha (1853–1941), deutsche klassische Pianistin, Musikpädagogin, Dirigentin und Musikschriftstellerin
- Remmert, Peter (1938–2017), deutscher Jockey im Galopprennsport
- Remmert, Peter (* 2005), deutscher Fußballspieler
- Remmert, Reinhold (1930–2016), deutscher Mathematiker
- Remmert, Volker (* 1966), deutscher Mathematik- und Wissenschaftshistoriker
- Remmes, Alexandra (1946–2015), deutsche Schriftkünstlerin, Buchmalerin und Malerin
- Remmes, Udo (1954–2014), deutscher Fotograf und Arzt
- Remmler, Cecil (* 1988), Musikproduzent und Sänger
- Remmler, Hans (1923–1994), deutscher Kinderbuchautor
- Remmler, Laura, deutsche Regisseurin, Theatermacherin, Darstellerin und Autorin
- Remmler, Stephan (* 1946), deutscher Sänger, Komponist und MusikproduzentStephan Remmler (* 1946)

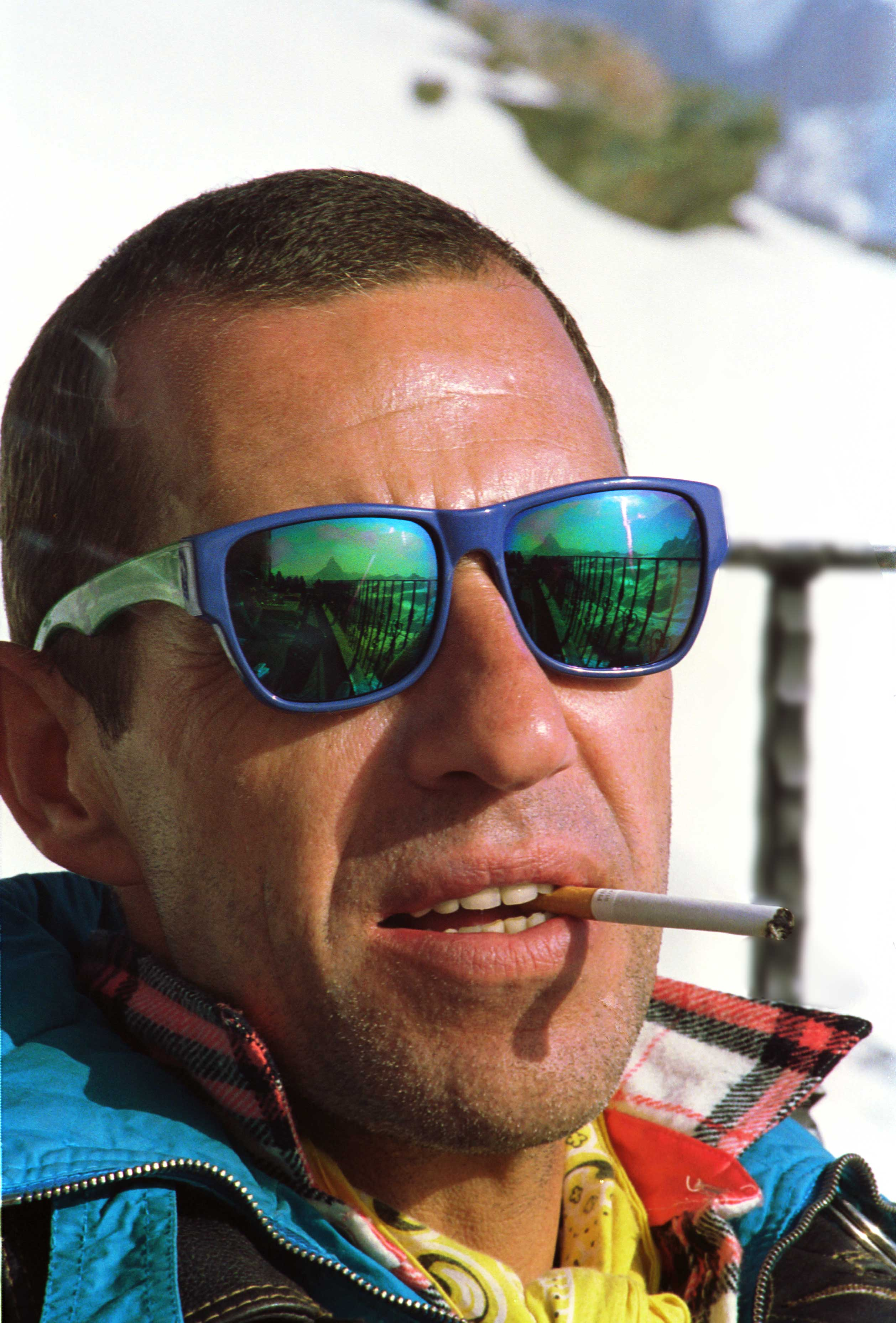
Stephan Remmler (* 1946)

### Remn
- Remnick, David (* 1958), US-amerikanischer Journalist, Autor und Zeitungsredakteur
- Remnjowa, Marina Leontjewna (* 1936), sowjetische bzw. russische Linguistin und Hochschullehrerin

### Remo
- Remo (* 1960), deutscher Musiker
- Remoe (* 1992), deutscher Rapper, Songwriter und Produzent
- Remold, Josef (1899–1970), deutscher Radrennfahrer
- Remold, Josef (1902–1985), deutscher Polizist
- Remolt-Jessen, Emmy (1876–1948), deutsche Theaterschauspielerin
- Remón Cantera, José Antonio (1908–1955), 27. Präsident von Panama
- Remón Gay, Adelquis (1949–1992), kubanischer Schachspieler
- Remond, Charles Lenox (1810–1873), US-amerikanischer Redner und Aktivist der Abolitionsbewegung
- Rémond, Fritz junior (1902–1976), deutscher Schauspieler, Regisseur und Impresario
- Rémond, Fritz senior (1864–1936), deutscher Theaterschauspieler, Opernsänger (Tenor) und Theaterdirektor
- Rémond, Hans (* 1932), Schweizer Künstler
- Rémond, Jean (1922–2009), französischer Bischof
- Remond, Knut (* 1956), Schweizer Musiker und Filmmusikkomponist
- Remond, Leo (1926–2019), Schweizer bildender Künstler und Kunstpädagoge
- Rémond, Nicolas François (1676–1725), französischer Aufklärer
- Rémond, Pascal (* 1977), deutsch-französischer Kameramann
- Rémond, Paul (1873–1963), französischer römisch-katholischer Geistlicher, Bischof und Erzbischof
- Rémond, René (1918–2007), französischer Historiker und Politologe
- Remond, Sarah Parker (1826–1894), US-amerikanische Abolitionistin
- Remond, Urs (* 1964), Schweizer Schauspieler und Regisseur
- Remonda, Carlo Francesco (1761–1847), französischer General
- Remondina, Anna-Giulia (* 1989), italienische Tennisspielerin
- Remondini, Leandro (1917–1979), italienischer Fußballspieler
- Remor, Piero (1896–1964), italienischer Ingenieur und Motorradkonstrukteur
- Remorino, Jerónimo (1902–1968), argentinischer Anwalt, Politiker und Diplomat
- Remos, Antonis (* 1970), griechischer Pop/Folk- und Modern-Laika-SängerAntonis Remos (* 1970)

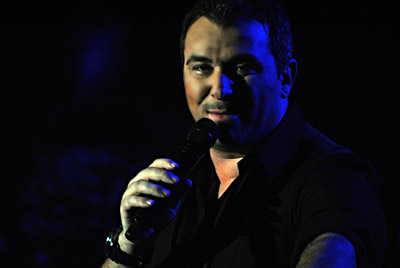
Antonis Remos (* 1970)

- Remoundos, Georgios (1878–1928), griechischer Mathematiker

### Remp
- Rempe, Albert (1918–1995), deutscher Transportunternehmer
- Rempe, Gerhard (* 1956), deutscher Physiker und Hochschullehrer
- Rempe, Heinrich (1902–1990), deutscher Jurist, Präsident des OLG Hamm
- Rempe, James (* 1947), US-amerikanischer Poolbillardspieler
- Rempe, Klaus (* 1951), deutscher Psychologe und Fachbuchautor
- Rempe, Lasse (* 1978), deutscher Mathematiker
- Rempe, Rainer (* 1962), deutscher Kommunalpolitiker und Landrat (Landkreis Harburg)
- Rempe, Walter (1934–1993), deutscher Politiker (SPD), MdB
- Rempel, Hans (1904–2004), deutscher Verleger
- Rempel, Hans (1909–1990), deutscher lutherischer Pastor
- Rempel, Hans (1940–2016), deutscher Pianist, Komponist, Autor und Rundfunkmoderator
- Rempel, Heinrich (1901–1978), deutscher Prähistoriker
- Rempel, Max (* 1979), deutscher Journalist und Unternehmer
- Rempel, Piro (* 1994), deutsch-griechischer Schauspieler und Regisseur
- Rempel, Rudolf (1815–1868), deutscher Kaufmann, Unternehmer und Kommunalpolitiker
- Rempel, Rudolf (1859–1893), deutscher Chemiker, Erfinder der Weckgläser
- Rempel, Rudolf (1892–1977), deutscher Instanzrichter und Beamter am Bundesrechnungshof
- Rempel, Shannon (* 1984), kanadische Eisschnellläuferin
- Rempen, Thomas (1945–2023), deutscher Kommunikationsdesigner
- Rempening, Erika S. (* 1951), mexikanische Kauffrau und Konsulin
- Rempis, Dave (* 1975), US-amerikanischer Jazz- und Improvisationsmusiker (Alt-, Tenor- und Baritonsaxophon)
- Rempka, Karl, deutscher Fußballspieler
- Remplbauer, Wilhelm (1933–1992), österreichischer Lehrer und Politiker (SPÖ), Abgeordneter zum Nationalrat, Mitglied des Bundesrates
- Remppel, Dieter (* 1940), deutscher Politiker (CDU), MdL
- Remppis, Gerhard (* 1940), deutscher Politiker (SPD), MdL
- Rempt, Kristin, deutsche Sängerin im Bereich volkstümlicher Schlager
- Rempt, Rodney P. (* 1945), US-amerikanischer Offizier, Vizeadmiral der US-Navy

### Rems
- Remsa, Zdeněk (1928–2019), tschechoslowakischer Skispringer und Skisprungtrainer
- Remschmidt, Alois Fidelis (1819–1894), österreichischer Unternehmer, Vizebürgermeister von Graz
- Remschmidt, Helmut (* 1938), deutscher Kinder- und Jugendpsychiater und PsychologeHelmut Remschmidt (* 1938)

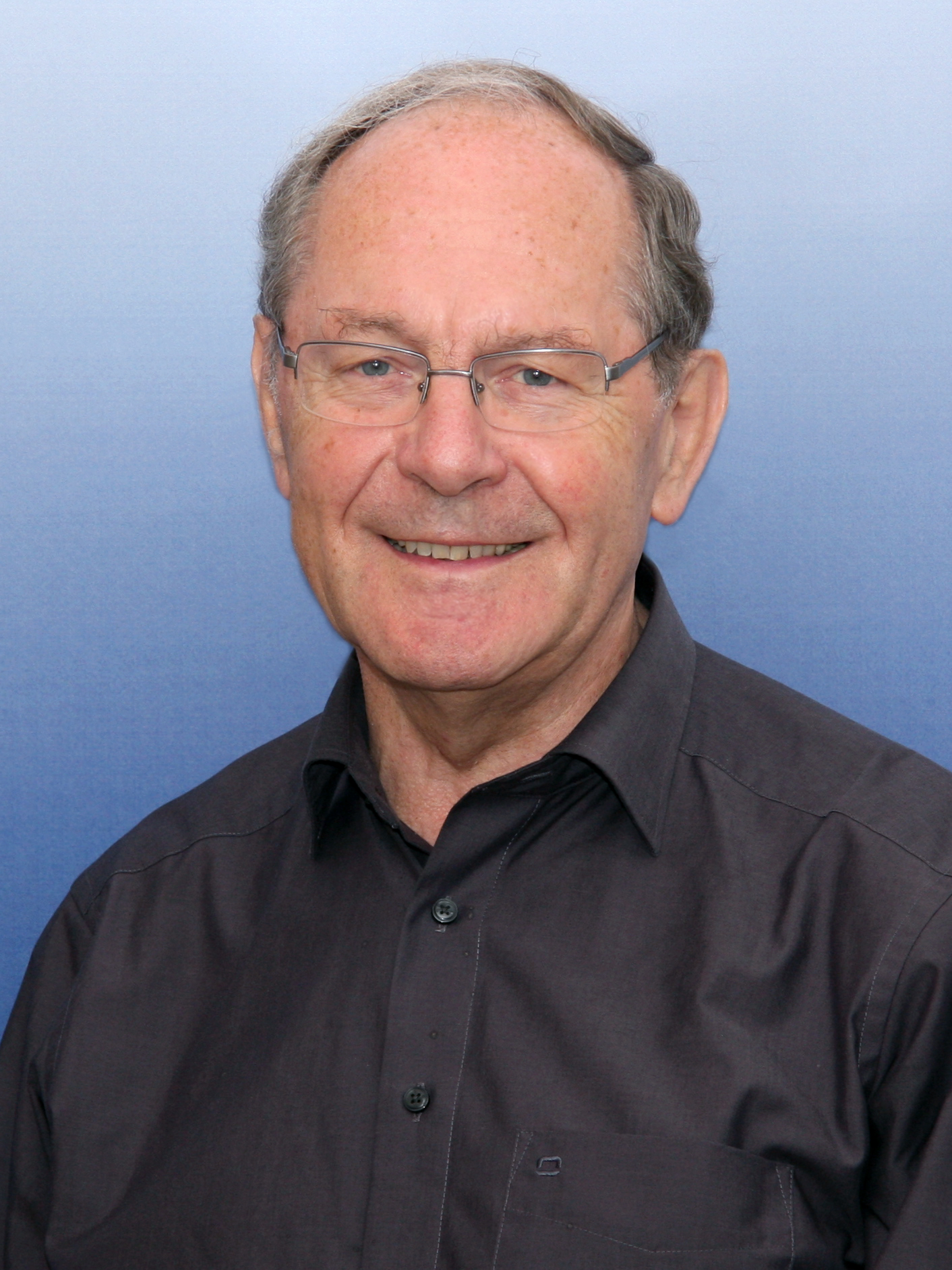
Helmut Remschmidt (* 1938)

- Remsen, Bert (1925–1999), US-amerikanischer Schauspieler und Castingdirektor
- Remsen, Ira (1846–1927), US-amerikanischer Chemiker
- Remsen, James V. (* 1949), US-amerikanischer Ornithologe
- Remsey, Eugen (1885–1980), ungarischer Maler
- Remsi, Schener (* 1975), bulgarischer Fußballspieler
- Remsich, Gerhard, spätgotischer Glasmaler
- Remsing, Karin (1928–2001), deutsche Schauspielerin
- Remsperger, Hermann (* 1949), deutscher Wirtschaftswissenschaftler, Bankmanager und Hochschullehrer
- Remsperger-Kehm, Regina (* 1977), deutsche Sozialpädagogin und Hochschullehrerin
- Remsu, Olev (* 1947), estnischer Schriftsteller

### Remt
- Remter, Morgane (* 1977), deutsche Filmregisseurin

### Remu
- Remund, Bénédict (1904–1993), Schweizer Bildhauer und Bildender Künstler.
- Remund, Hugo (1888–1970), Schweizer Arzt und Rotkreuz-Chefarzt
- Remund, Jan (* 1968), Schweizer Politiker (GP)
- Remund, Matthias (* 1963), Schweizer Sportfunktionär
- Remund, Nicole (* 1989), Schweizer Fussballspielerin
- Remundová, Sabina (* 1972), tschechische Schauspielerin, Drehbuchautorin und Regisseurin
- Remundová, Theodora (* 1974), tschechische Schauspielerin und Dokumentarfilmerin
- Remus, Alexander (1887–1964), Generalstabsarzt der Wehrmacht
- Remus, Dana, amerikanische Anwältin
- Remus, Dieter (1950–2022), deutscher Richter
- Remus, Gerhard (1927–2023), deutscher Schauspieler bei Bühne und Fernsehen
- Remus, Horst (1928–2007), deutschamerikanischer Informatiker bei IBM
- Remus, Joscha (* 1958), deutscher Schriftsteller und Journalist
- Remus, Lutz (* 1960), deutscher Ringer
- Remus, Marc (* 1969), deutscher Neo-Pop-Art-Künstler, Maler, Illustrator und Schriftsteller
- Remus, Marcel (* 1986), deutscher Unternehmer, Speaker und AutorMarcel Remus (* 1986)

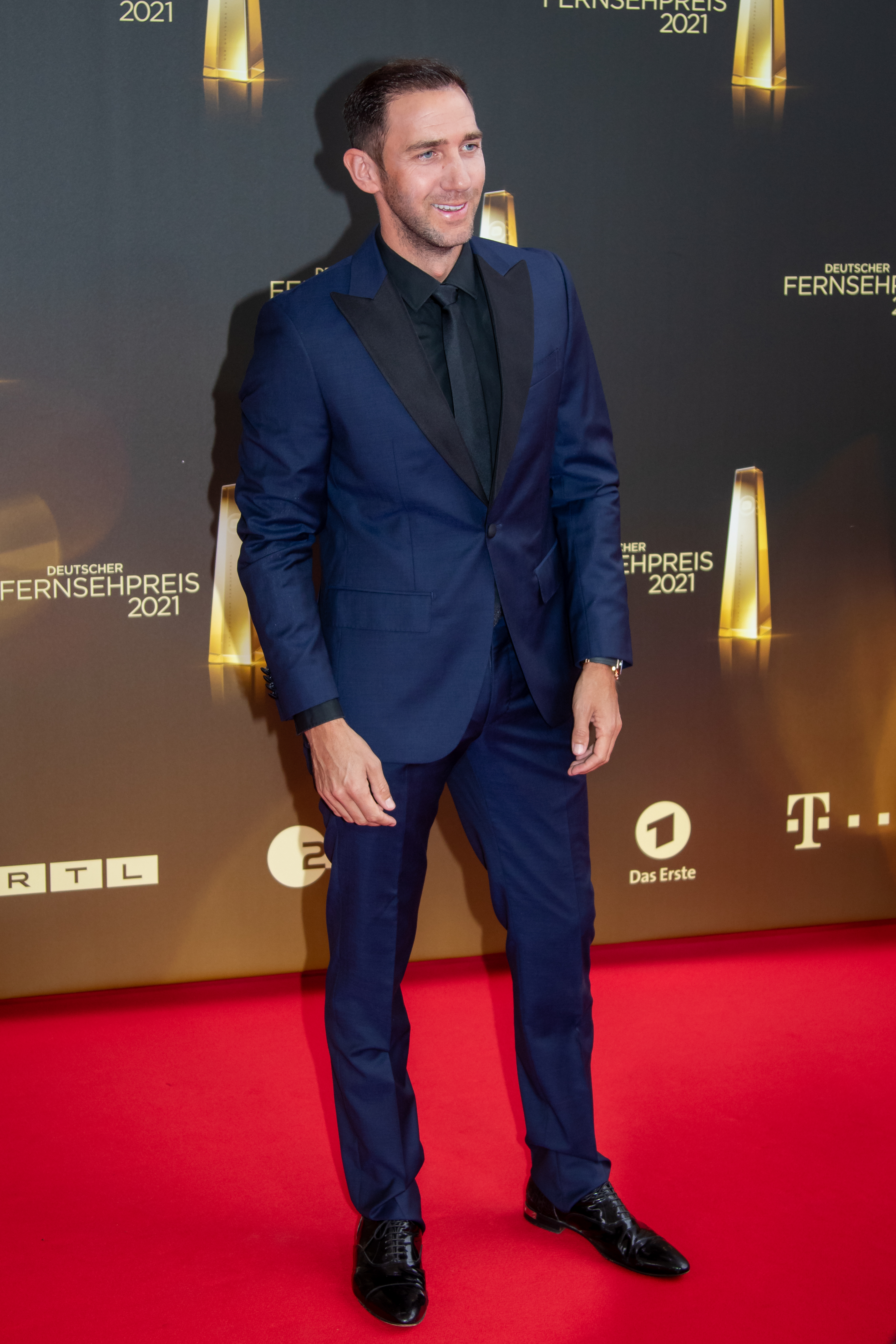
Marcel Remus (* 1986)

- Remus, Marco, deutscher DJ und Musikproduzent
- Remus, Martinus (1556–1623), reformierter Prediger in Danzig
- Remus, Robert (* 1948), US-amerikanischer Wrestler
- Remus, Ute (* 1941), deutsche Schauspielerin, Radiojournalistin, Vorleserin und Schriftstellerin
- Rémusat, Anne-Madeleine (1696–1730), Salesianerin, Mystikerin und Gründerin der Association de l'Adoration perpétuelle du Sacré Cœur de Notre-Seigneur Jésus-Christ
- Rémusat, Charles de (1797–1875), französischer Politiker und Philosoph
- Rémusat, Claire Élisabeth Jeanne Gravier de Vergennes, comtesse de (1780–1821), französische Hofdame
- Rémusat, Paul de (1831–1897), französischer Schriftsteller
- Remuta, Felix (* 1998), deutscher TurnerFelix Remuta (* 1998)

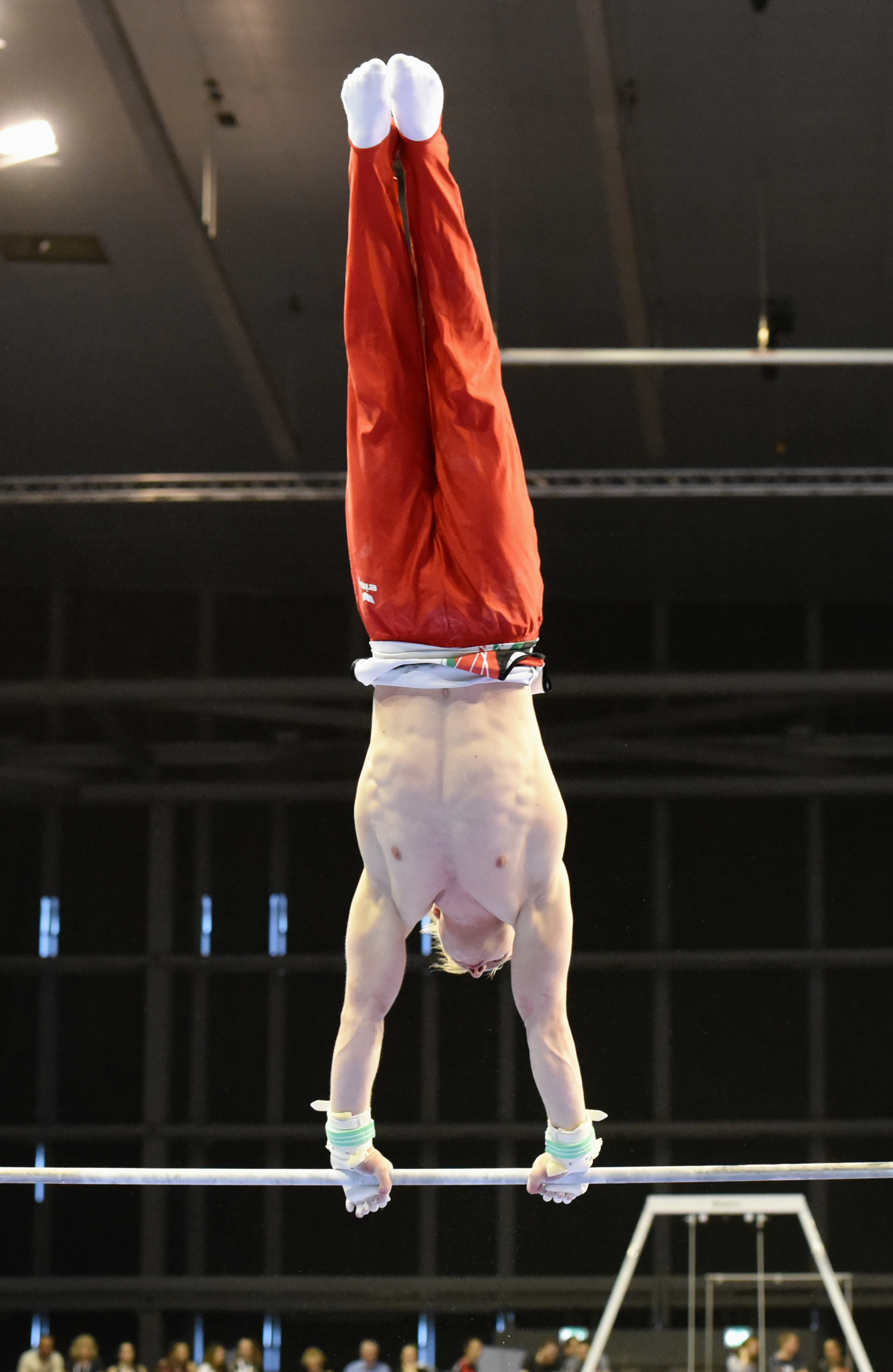
Felix Remuta (* 1998)

- Remute (* 1983), Musikproduzent und DJ

### Remy
- Rémy de Courcelle, Daniel de (1626–1698), französischer Gouverneur der Kolonie Neufrankreich
- Rémy de Guebhard, Caroline (1855–1929), französische Sozialistin, Journalistin und Feministin
- Remy Ma (* 1980), US-amerikanische Rapperin
- Remy, Adolf (* 1935), deutscher Fußballtrainer und Talentscout
- Rémy, Albert (1915–1967), französischer Schauspieler
- Remy, Alfred (1870–1937), amerikanischer Musikschriftsteller und Komponist deutscher Herkunft
- Rémy, Claude (* 1953), Schweizer Kletterer
- Remy, Dietrich (1918–2007), deutscher Internist
- Remy, Ferdinand (1788–1848), deutscher Eisenwerkbesitzer
- Remy, Friedrich (1823–1906), deutscher Kaufmann, Mitglied des Provinziallandtages der Provinz Hessen-Nassau
- Remy, Fritz (1879–1961), deutscher Politiker (SPD) und 1. Stadtverordnetenvorsteher in Offenbach am Main
- Remy, Gardner (* 1998), australischer Motorradrennfahrer
- Remy, Heinrich (1890–1974), deutscher Chemiker
- Remy, Jacques-Joseph (1811–1859), Schweizer Politiker
- Remy, Jörg (* 1964), deutscher Gitarrist, Komponist und Sound-Designer
- Remy, Joseph (1857–1936), Landtagsabgeordneter
- Remy, Karl (1883–1951), deutscher Bauingenieur und Eisenbahn-Baubeamter
- Rémy, Loïc (* 1987), französischer FußballspielerLoïc Rémy (* 1987)

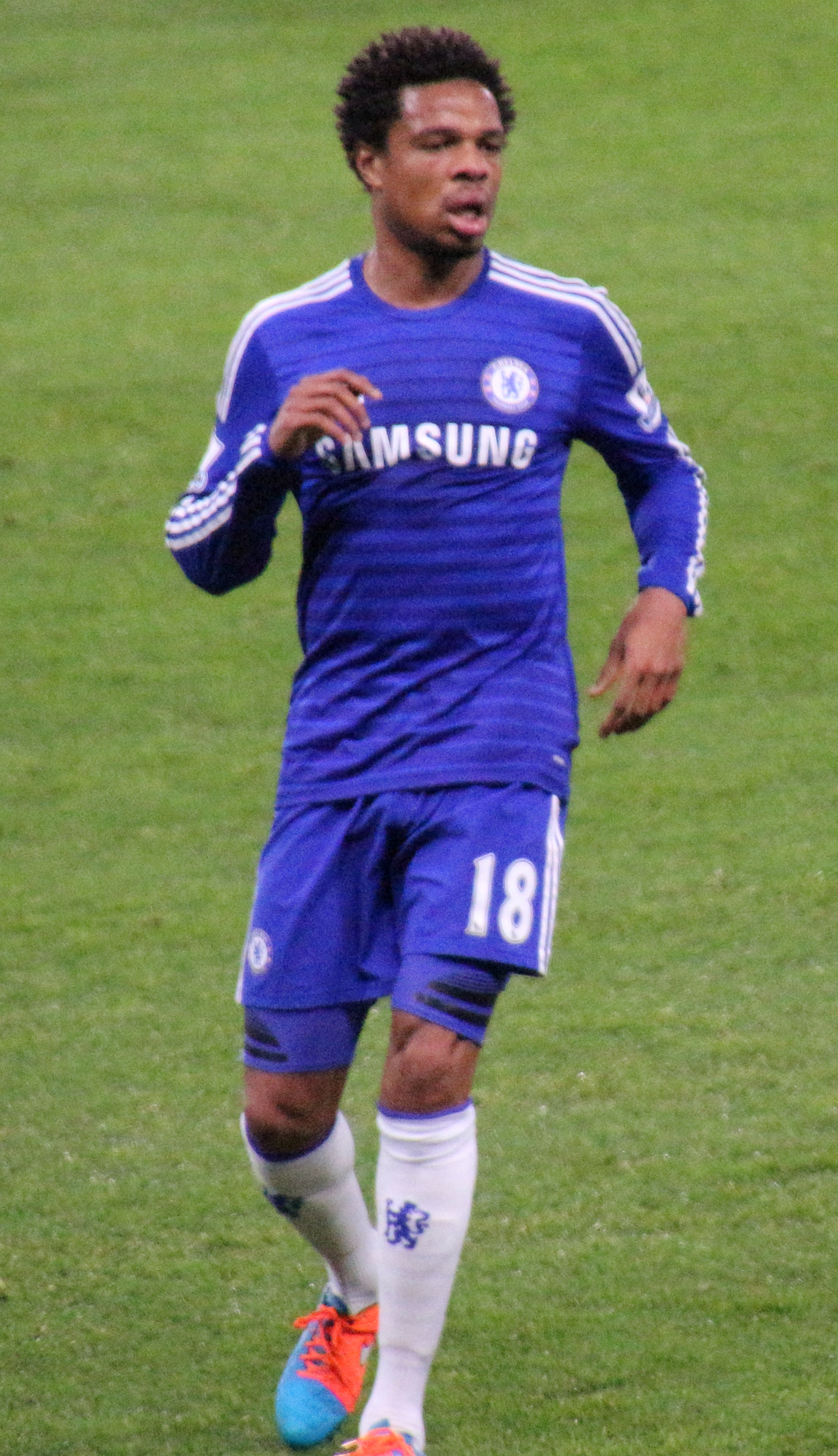
Loïc Rémy (* 1987)

- Rémy, Ludger (1949–2017), deutscher Dirigent, Cembalist und Musikforscher
- Remy, Ludwig Gabriel von (1776–1851), österreichischer Architekt
- Rémy, Marcel (1923–2022), Schweizer Bergsteiger und Kletterer
- Remy, Marie (1829–1915), deutsche Blumen- und Stilllebenmalerin
- Rémy, Maurice (1912–2000), Schweizer Psychiater
- Remy, Maurice Philip (* 1962), deutscher Dokumentarfilmer und Autor
- Remy, Maxime (* 1984), französischer Skispringer
- Rémy, Nicolas († 1612), herzoglich-lothringischer Geheimrat und Oberrichter
- Rémy, Patrick (* 1965), französischer Skilangläufer
- Remy, Paul (1919–1979), belgischer Romanist, Provenzalist und Mediävist
- Remy, Peter Jacob (1800–1883), nassauischer Politiker
- Rémy, Pierre-Jean (1937–2010), französischer Diplomat und Schriftsteller
- Rémy, Raoul (1919–2002), französischer Radrennfahrer
- Remy, Richard (1859–1919), deutscher Bergbaujurist
- Rémy, Sébastien (* 1974), luxemburgischer Fußballspieler
- Remy, Sigurd (1939–2023), deutscher Politiker (SPD), MdL
- Remy, Theodor (1868–1946), deutscher Pflanzenbauwissenschaftler
- Remy, Tony (* 1962), britischer Jazz-Gitarrist
- Remy, Ulrik (* 1949), deutscher Liedermacher
- Remy, Volker (1960–2014), deutscher Autor
- Rémy, W. A. (1831–1898), österreichischer Komponist und Musiker
- Remy, Wilhelm (1702–1761), deutscher Kaufmann und Montanunternehmer
- Rémy, William (* 1991), französischer Fußballspieler
- Remy, Winfried (1924–1995), deutscher Paläobotaniker
- Rémy, Yves (* 1956), Schweizer Kletterer